# Ciudad Imperial Libre de Aquisgrán
La Ciudad Imperial Libre de Aquisgrán fue una Ciudad Imperial Libre y balneario del Sacro Imperio Romano Germánico, situado al oeste de Colonia y al sureste de los Países Bajos, en el Círculo de Baja Renania-Westfalia. Cosas como las peregrinaciones, la coronación del Sacro Emperador Romano Germánico, las industrias florecientes y los privilegios conferidos por varios emperadores la convirtieron en una de las ciudades de mercado más prósperas del Sacro Imperio Romano Germánico.

## Historia
En 1166, Aquisgrán recibió la Inmediación imperial y fue declarada Ciudad Imperial Libre del Sacro Imperio Romano Germánico por el emperador Federico I, también conocido como Barbarroja, mediante el Privilegio de Carlomagno (Karlsprivileg). Aquisgrán participó en la liga que mantuvo la paz entre 1351 y 1387 entre el río Mosa y el río Rin. En 1450 una rebelión condujo a la aceptación de los guildas como parte del gobierno local. En el siglo XVI, Aquisgrán comenzó a declinar en importancia y prosperidad. Estaba demasiado cerca de la frontera con el Reino de Francia para ser segura, y demasiado lejos del Sacro Imperio Romano Germánico para ser conveniente como ciudad capital. En 1562 la elección imperial y coronación del Sacro Emperador Maximiliano II tuvo lugar en Fráncfort del Meno, un precedente seguido hasta el final del Sacro Imperio Romano Germánico. La Reforma protestante trajo problemas a Aquisgrán. En 1580 el protestantismo tomó la delantera; el resultado fue una prohibición imperial que fue impuesta en 1598 por Ernesto de Baviera, arzobispo elector de Colonia. Una recaída religiosa de la ciudad condujo a una nueva proscripción imperial por el emperador Matías en 1613, y en 1614 el ejército español de Ambrogio Spinola obligó a la recalcitrante ciudad a volver al redil católico. En 1656 un gran incendio destruyó 4000 casas. Esta calamidad completó la ruina iniciada por la Guerra de los Treinta Años.
Aquisgrán fue sede de varias conferencias de paz, las que pusieron fin a la Guerra de Devolución y la Guerra de Sucesión Austriaca. Por el Tratado de Aquisgrán, fechado el 2 de mayo de 1668, Luis XIV de Francia se vio obligado, por la Triple Alianza entre el Reino de Inglaterra, la República Holandesa y el Reino de Suecia, a abandonar la Guerra de Devolución contra los Países Bajos meridionales. El tratado obligó al rey a restaurar el Franco Condado, que había conquistado, y a contentarse con poseer doce fortificaciones flamencas. El segundo Tratado de Aquisgrán, fechado el 18 de octubre de 1748, puso fin a la Guerra de Sucesión Austriaca. Por los términos del Tratado de Campo Formio, Aquisgrán fue incorporada a la Primera República Francesa como ciudad principal en el Departamento de Roer. Más tarde, el Congreso de Viena entregó Aquisgrán al Reino de Prusia.